# 메트미오글로빈

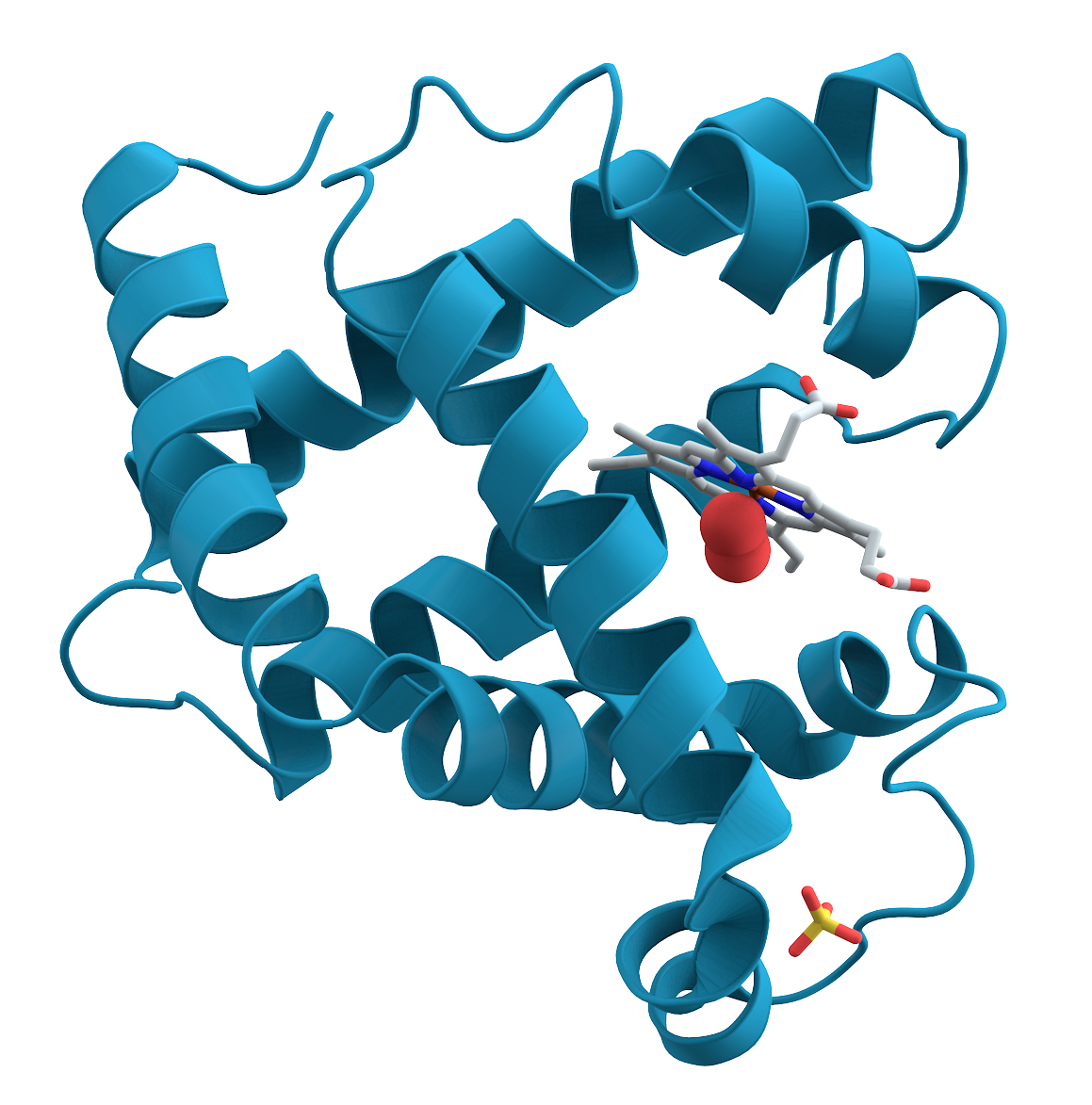
미오글로빈의 3차원 구조

메트미오글로빈(영어: metmyoglobin)은 산소 운반 헴단백질인 미오글로빈의 산화형이다. 메트미오글로빈은 고기가 숙성됨에 따라 일어나는 특징적인 갈색의 원인이다.
살아 있는 생물의 근육에서 메트미오글로빈의 농도는 메트미오글로빈 환원효소의 존재로 인해 아주 적다. 메트미오글로빈 환원효소는 보조 인자인 NADH와 조효소인 사이토크롬 b4가 존재하는 경우 메트미오글로빈의 헴 보결분자단에 있는 Fe3+를 다시 정상적인 미오글로빈의 Fe2+로 전환한다. 죽은 근육인 고기에서는 메트미오글로빈을 제거하는 정상적인 과정이 이러한 복구에 영향을 미치지 못하거나, 대안적으로 메트미오글로빈의 형성 속도가 용량을 초과하여 고기가 노화됨에 따라 메트미오글로빈이 축적된다.
메트미오글로빈의 환원은 미오글로빈의 산화를 제한하는데 도움이 되며 미오글로빈의 산화는 각 종에 따라 다르다. 즉, 메트미오글로빈은 미오글로빈이 전자를 잃는 것을 제한하기 위해 전자를 얻는다. 메트미오글로빈은 미오글로빈에 의해 산화된 후 여러 종류의 고기에서 볼 수 있는 바람직하지 않은 갈색을 나타낸다. 메트미오글로빈은 옥시미오글로빈에 비해 산화되기 쉽다. 메트미오글로빈의 환원 활성은 종에 따라 다르며, 특히 소, 돼지, 들소, 사슴, 에뮤, 말, 염소, 양의 근육에서 연구되었다.
현재 모든 종의 메트헤모글로빈을 측정하는 표준 기술은 없다. 그러나 반사 분광광도법 및 흡수 분광광도법을 포함한 많은 기술들이 사용된다.

## 같이 보기
- 미오글로빈